# ستان إدموندز
ستان إدموندز هو فنان ماكياج كندي، ولد في 24 ديسمبر 1960.

## وصلات خارجية
- الموقع الرسمي
- ستان إدموندز على موقع IMDb (الإنجليزية)
- ستان إدموندز على موقع قاعدة بيانات الفيلم (الإنجليزية)